# ブリスク・ド・ガスコーニュ
ブリスク・ド・ガスコーニュ（フランス語：Brisque de Gascogne, 970/80年 - 1018年）は、アキテーヌ公妃及びポワティエ伯夫人。
ガスコーニュ公ギヨーム・サンシュと妃ユラカ・ド・ナヴァールの娘にあたる。ギヨーム５世と結婚したことにより、ガスコーニュをポワティエ家の所領とした。

## 結婚と子女
1011年始めにアキテーヌ公・ポワティエ伯ギヨーム5世の2人目の妃となり、以下2子の母となった。
- ウード（1039年没） - 1032年に伯父サンシャ・ギヨームの死によりガスコーニュ公となり、その後1038年に異母兄ギヨーム6世の死によりアキテーヌ公となる。
- アドレース（アデライードまたはアリス） - アルマニャック伯ジェロー1世(フランス語版)と結婚し、その後、ロマーニュ副伯(フランス語版)アルノー2世と結婚した。

ブリスクの結婚を機に、ガスコーニュは息子ウードに統治権が渡り、アキテーヌ所領の一部となった。
ブリスクは1018年に死去し、遺した夫ギヨーム５世は1019年にブルゴーニュ公女アニェスと再婚した。